# IRZ
Германский фонд международного правового сотрудничества (IRZ) — международная юридическая организация. Была основана в 1992 году по инициативе Министра юстиции ФРГ Клауса Кинкеля. Является некоммерческой организацией. Занимается созданием конституционных структур и изменением правовой и судебных систем в других странах. Вначале своего существования IRZ поддерживал страны в Центральной и Восточной Европы. Позднее попытки реформ предпринимались уже в Азии и Африке — в том числе после революций в Тунисе и Египте. По мнению некоторых экспертов помимо непосредственно помощи государствам организацией предпринимались попытки экономической и экспортной экспансии в интересах Германии.